# Dingodile
Dingodile es un personaje ficticio del universo de Crash Bandicoot, es un animal mutado por el doctor Dr Neo Cortex, aunque según varias fuentes afirman que lo creó Nitrus Brio (ya que eso puede explicar porque no aparecía en el Crash Bandicoot original). Fue creado como una fusión de un dingo y un cocodrilo aunque su apariencia recuerda a la de un cerdo (Cosa referenciada en Crash Twinsanity.) 
Es de color marrón con una cola de cocodrilo y se vale de un lanzallamas para acabar con Crash.

## Principales actos
Dingodile sirve al doctor Cortex y Uka Uka en varias de sus apariciones pero está dispuesto a traicionar a Cortex si hay dinero en juego.

## Habilidades
Dingodile es considerado un mutante pirómano, por el hecho de que siempre usa un lanzallamas en casi todos los juegos, y sus ataques consisten en el fuego. Sin embargo, Dingodile no es muy fuerte en el sentido físico, y no es capaz de luchar cuerpo a cuerpo, como Tiny Tiger.

## En Crash Bandicoot 3:Warped
En esta parte de la saga intenta matar a Crash en el mundo ártico, sirviendo como el segundo jefe del juego.
Al principio del escenario sale Dingodile apuntándole a Pingüino Penta con su lanzallamas, luego viene Crash y mientras Dingodile lo amenaza, Penta escapa. Entonces se enfrenta con Crash y este lo derrota. Acto seguido este le informa que aún le esperan cosas mucho peores que él.

## En Crash Team Racing
Aquí actúa como el resto de los personajes compitiendo en las carreras.

## En Crash Bash
Aquí actúa como el resto de los personajes compitiendo en los minijuegos. Originalmente pertenecía al equipo de Uka Uka al igual que Tiny Tiger, pero al ver la diferencia de cantidad de participantes, es enviado con Tiny Tiger al equipo de Aku aku.

## En Crash Bandicoot: The Wrath of Cortex
Aparece junto con Tiny Tiger, N. Tropy y N. Gin para detener a Crash en ciertos niveles del juego.

## En Crash Bandicoot XS
Pelea contra Crash en el fondo del mar siendo el primer jefe. Curiosamente usa el BGM de N.Gin.

## En Crash Nitro Kart
Está en el equipo Trance (N-Trance, Polar, Dingodile y Pura). Al igual que ellos, es controlado por N. Trance.

## En Crash Twinsanity
Es uno de los principales jefes. Después de enterarse del tesoro de la décima dimensión a donde pretenden ir Crash y N. Cortex, él también quiere "un trozo de ese pastel". Aparece al final en La Sala de Calderas en el nivel 3 del juego. Su acento y manerismos dejan al Dr. Cortex confundido. Dingodile hace que su plataforma estalle con el vapor y el Dr. Cortex sale volando a la superficie, quedando solo Crash, quien tiene que enfrentarlo para pasar. La única manera de derrotarlo es hacer que dispare a una de las manivelas para apagar el escudo de fuego y girarle 3 veces.

## Crash lucha de titanes
Tiene una aparición en Crash lucha de titanes pero solo en la versión de Gameboy advance y Nintendo DS. En ambas versiones es el jefe del primer juego y como dato curioso en la versión de Nintendo DS Dingodile usa un cañón de agua mientras que en la versión de Gameboy advance usa su típico lanzallamas.

## Curiosidades
- Dingodile iba a aparecer en Crash Landed y Crash Team Racing 2010, dos juegos de Crash que fueron cancelados cuando Activision compró los derechos de la serie.
- Su arma característica es un lanzallamas, pero en Crash of the titans para Nintendo DS usa un cañón de agua.
- En Crash Nitro Kart si saltamos con Dingodile en una rampa, cubrirá sus ojos.
- Dingodile es una fusión de un Dingo y un Cocodrilo, pero en Crash Twinsanity, Dingodile comenzó a hacer sonidos de cerdo.
- Dingodile ha cooperado con tres máscaras: Uka Uka en la gran mayoría de los juegos, Aku Aku en Crash Bash, y la máscara de Velo en Crash Nitro Kart.
- En algunos juegos y dependiendo de la traducción que juegues su nombre es pronunciado diferente:Dingodile,Dingodil, Dingodail. Lógicamente su nombre oficial debería ser pronunciado Dingodail, porque ese fue el nombre con el que él se presentó en Crash Bandicoot 3 Warped, juego perteneciente a la trilogía original.
- Dingodile, junto con Tiny Tiger parecen estar basados en Bebop y Rocksteady, que son un jabalí y un rinoceronte mutantes, villanos ficticios y enemigos de las Tortugas Ninja Mutantes Adolescentes.
- En la versión española de Crash Bandicoot Warped y CTR, Dingodile habla con un estereotípico acento mexicano.

- Datos: Q1188164